# Imster Muttekopf
De Muttekopf (ook wel Imster Muttekopf ter onderscheiding van andere bergtoppen met deze naam) is een 2774 meter hoge bergtop in de Lechtaler Alpen in de Oostenrijkse deelstaat Tirol. De bergtop ligt ten noordwesten Imst, net ten zuiden van de bergpas Hahntennjoch.
Vanuit Imst loopt een geasfalteerde weg of een pad door de Rosengartenschlucht naar Hoch-Imst, waarvandaan een voetpad via de Untermarkter Alm en de Latschenhütte in ongeveer twee uur naar de Muttekopfhütte (1934 meter). Ook kan men met een stoeltjeslift vanuit Hoch-Imst dicht bij de hut in de buurt komen, waarna een lichte wandeling hiernaartoe voert.
De tocht naar de top neemt vanaf de Muttekopfhütte over de Muttekopfscharte ongeveer twee tot drie uur in beslag. Over de Muttekopfscharte voert ook de overgang naar de Hanauer Hütte. Een andere beklimming van de Muttekopf is mogelijk vanuit Pfafflar.